# 보에니구

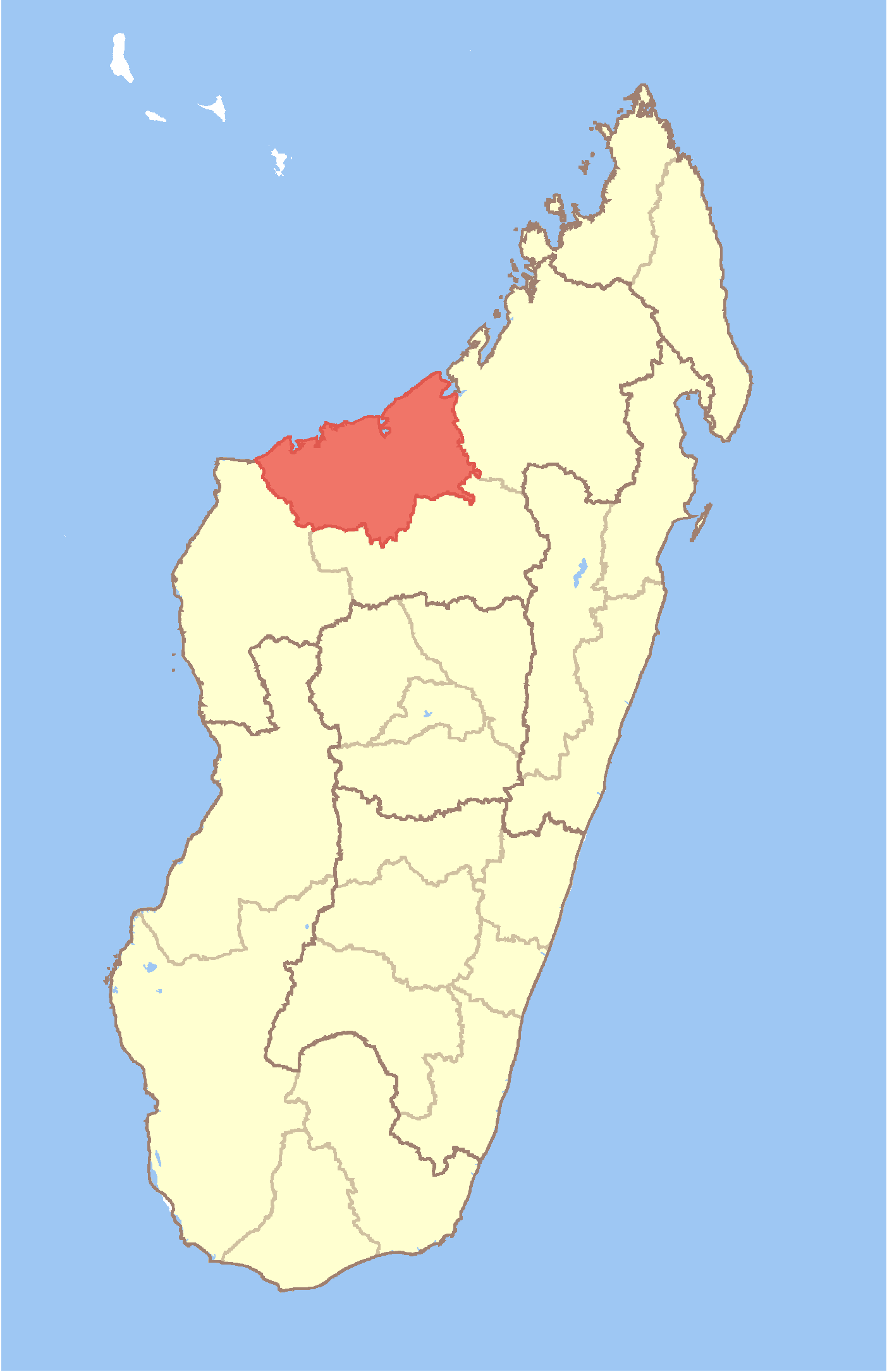
보에니 구의 위치

보에니구(말라가시어: Boeny)는 마다가스카르 북서부에 위치한 구로 행정 중심지는 마하장가이며 면적은 31,046km2, 인구는 543,200명(2004년 기준)이다. 동쪽으로는 소피아 구, 남쪽으로는 베치보카 구, 서쪽으로는 멜라키 구와 접한다. 6개 현을 관할한다.